# DNA Musical
DNA Musical é o décimo primeiro álbum solo do cantor Alexandre Pires, lançado em CD e DVD (em formato Videolist) pela Som Livre no ano de 2017 com a produção de Pedro Ferreira e direção de Paula Lavigne e Fernando Young. O projeto traz 24 faixas que exploram as influências essenciais do cancioneiro da MPB, que o cantor teve da família. O álbum conta com as participações de Caetano Veloso, Milton Nascimento, Jorge Ben Jor, Martinho da Vila, Gilberto Gil e Djavan.
Foi indicado ao Grammy Latino de 2017 de Melhor Álbum de MPB.

## Faixas do CD

### Volume 1
1. Pérola Negra
2. As Rosas Não Falam
3. Você Não Entende Nada (Part. Especial: Caetano Veloso)
4. Pot-Pourri: Águas de Março / É Com Esse Que Eu Vou / Madalena
5. Eu e Ela
6. Estranha Loucura
7. O Telefone Tocou Novamente (Part. Especial: Jorge Ben Jor)
8. Trocando em Miúdos
9. Deixa Eu Te Amar
10. Bons Momentos
11. Café com Leite (Part. Especial: Martinho da Vila)
12. Pot-Pourri: Capim / Serrado / Fato Consumado / Flor De Lis

### Volume 2
1. A Flor e o Espinho
2. Lindo Lago do Amor
3. Travessia (Part. Especial: Milton Nascimento)
4. Ive Brussell (Part. Especial: Seu Jorge)
5. Por Causa de Você
6. Saigon
7. Ah! Como Eu Amei
8. Pétala (Part. Especial: Djavan)
9. Kid Cavaquinho
10. Meu Bem, Meu Mal (Part. Especial: Caetano Veloso)
11. Deixar Você (Part. Especial: Gilberto Gil)
12. Amor Até O Fim

## Faixas do DVD
1. Pérola Negra
2. As Rosas Não Falam
3. Você Não Entende Nada (Part. Especial: Caetano Veloso)
4. Pot-Pourri: Águas De Março / É Com Esse Que Eu Vou / Madalena
5. Eu e Ela
6. Estranha Loucura
7. O Telefone Tocou Novamente (Part. Especial: Jorge Ben Jor)
8. Trocando Em Miúdos
9. Deixa Eu Te Amar
10. Café com Leite (Part. Especial: Martinho da Vila)
11. Pot-Pourri: Capim / Serrado / Fato Consumado / Flor De Lis
12. A Flor e o Espinho
13. Lindo Lago do Amor
14. Travessia (Part. Especial: Milton Nascimento)
15. Ive Brussell (Part. Especial: Seu Jorge)
16. Por Causa de Você
17. Saigon
18. Ah! Como Eu Amei
19. Pétala (Part. Especial: Djavan)
20. Kid Cavaquinho
21. Meu Bem, Meu Mal (Part. Especial: Caetano Veloso)
22. Deixar Você (Part. Especial: Gilberto Gil)
23. Amor Até o Fim